# Poraj (herb szlachecki)
Poraj – polski herb szlachecki, noszący zawołanie Poraj. Wzmiankowany w najstarszym zachowanym do dziś polskim herbarzu, Insignia seu clenodia Regis et Regni Poloniae, spisanym przez historyka Jana Długosza w latach 1464–1480. Poraj jest jednym z 47 herbów adoptowanych przez bojarów litewskich na mocy unii horodelskiej z 1413 roku.
Herb występował głównie wśród rodzin osiadłych na Wielkopolsce, w ziemi krakowskiej, sandomierskiej oraz na Mazowszu.
Poraja używał też Adam Mickiewicz.

## Opis herbu
Srebrna róża w czerwonym polu, znana z pieczęci od 1358 roku, spotykany głównie w Wielkopolsce.

### Opis historyczny
Kasper Niesiecki blazonuje herb następująco:

Róża biała o pięciu listkach, w polu czerwonem, być powinna, nad hełmem i koroną (...).

### Opis współczesny
Opis skonstruowany współcześnie brzmi następująco:
Na tarczy w polu czerwonym pięciopłatkowa róża srebrna.
W klejnocie samo godło.
Labry herbowe czerwone, podbite złotem.

## Geneza

### Najwcześniejsze wzmianki
Herb z przełomu X wieku i XI wieku. Nazwę tradycja wywodzi od Poraja, syna księcia czeskiego Sławnika i brata świętego Wojciecha, protoplasty tego rodu w Polsce. Miał on przybyć wraz z orszakiem Dąbrówki i osiąść w Wielkopolsce. Według legend herbowych synowie Sławnika mieli w herbie róże, każdy w innym kolorze.
Duże podobieństwo wykazuje tu czeska legenda o Panach z Różą (czes. Páni z Růže), dotycząca rodu Vitkowców i pochodzących od nich pięciu rodów z różą w herbie (panowie z Hradce, z Krumlova, z Rožmberka, z Landštejna, ze Stráže a Ústí).
Najwcześniejsze źródło heraldyczne wymieniające herb to datowane na lata 1464–1480 Insignia seu clenodia Regis et Regni Poloniae polskiego historyka Jana Długosza. Zapisuje on informacje o pochodzeniu herbu od czeskiego rodu Sławnikowców wśród 71 najstarszych polskich herbów szlacheckich we fragmencie : 

Rosa alba in fcampo rubeo, ex Bohemia ducens originem. Dum enim Sanctus Adalbertus, Episcopus Pragensis, ex ea familia ortus, per Bohemos a sede sua eiectus esset, Bohemi, ąuorum prevaricaciones pessimas arguebat, furorę repleti, dum in illum, in Gneznensem Metropolim apud Polonie regnum promotum, sevire non possent, in germanos suos seuiendum duxerunt et in opidum dictum Lubycz, quod erat dicionis Beati Adalberti hereditarium, irruentes, quinque fratres suos, videHcet Sahebor, Spiczmerum, Bobroslaw, Zawyscham et Crzeslaw ferali truculentia cum omni cognacione, adeo ut nec lactantibus pepercerimt infantibus et parvulis, nec non et omnem populum opidi Lubycz, ad septem milia animarum estimatum, occiderunt. Tumultum sola diulna prouidencia, cui nomen Poray erat, unus ex fratribus predictis, sub ipsa strage euasit et in Poloniam veniens a Boleslao Chabri Regę primo benigne susceptus et tractatus pluribusąue hereditatibus dotatus in magnam creuit familiam. A primo autem huius domus propugnatore domus ipsa accepit Poray proclamacionem. In potacionem procliui.

W wyniku unii horodelskiej w 1413 przeniesiony na Litwę (herb przyjął bojar litewski Mikołaj Bylimin (Bylymyn), adoptował starosta sieradzki i wojewoda sandomierski Mikołaj Białucha z Michałowa i Kurozwęk oraz Jaksa, sędzia kaliski).

## Herbowni

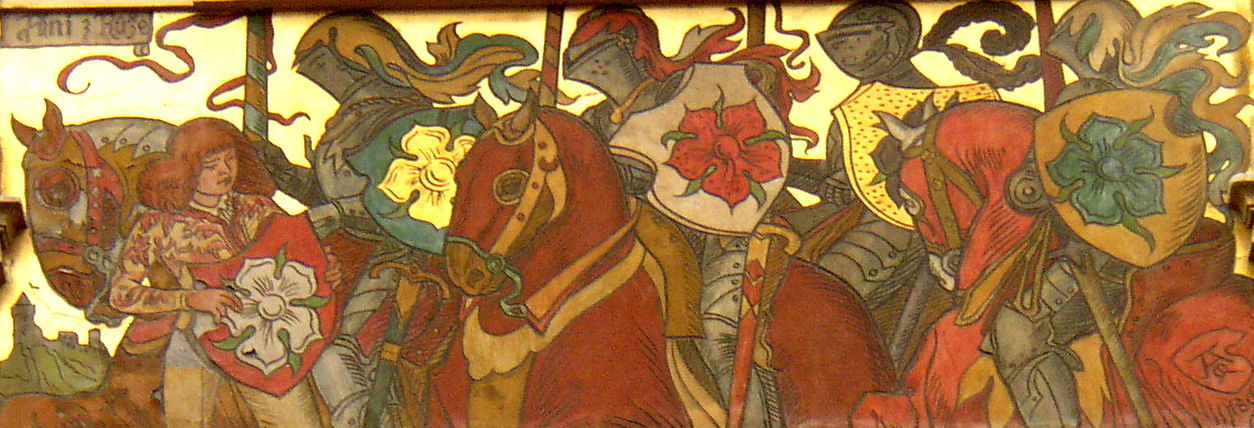
Panowie Róży, jeden z najstarszych rodów czesko-morawskich.

Lista herbownych w artykule sporządzona została na podstawie wiarygodnych źródeł, zwłaszcza klasycznych i współczesnych herbarzy. Należy jednak zwrócić uwagę na częste zjawisko przypisywania rodom szlacheckim niewłaściwych herbów, szczególnie nasilone w czasie legitymacji szlachectwa przed zaborczymi heroldiami, co zostało następnie utrwalone w wydawanych kolejno herbarzach. Identyczność nazwiska nie musi oznaczać przynależności do danego rodu herbowego. Przynależność taką mogą bezspornie ustalić wyłącznie badania genealogiczne.
Pełna lista herbownych nie jest dziś możliwa do odtworzenia, także ze względu na zniszczenie i zaginięcie wielu akt i dokumentów w czasie II wojny światowej (m.in. w czasie powstania warszawskiego w 1944 spłonęło ponad 90% zasobu Archiwum Głównego w Warszawie, gdzie przechowywana była większość dokumentów staropolskich). Lista nazwisk znajdująca się w artykule pochodzi z Herbarza polskiego, Tadeusza Gajla (589 nazwisk). Występowanie na liście nazwiska nie musi oznaczać, że konkretna rodzina pieczętowała się herbem Poraj. Często te same nazwiska są własnością wielu rodzin reprezentujących wszystkie stany dawnej Rzeczypospolitej, tj. chłopów, mieszczan, szlachtę. Jest to jednakże dotychczas najpełniejsza lista herbownych, uzupełniana ciągle przez autora przy kolejnych wydaniach Herbarza. Tadeusz Gajl wymienia następujące nazwiska uprawnionych do używania herbu Poraj:
Alantowicz, Ambroziewicz, Ambrożewicz, Antoszewski, Augustynowicz,
Badowski, Belimin, Bernacki, Biemacki, Bieńkowski, Biernacki, Bierzgliński, Biligin, Bilimin, Bilimowicz, Bilmin, Birgiałło, Blęcki, Boczowski, Bodzanta, Bogdański, Boguchwał, Boiński, Bortkiewicz, Borysewicz, Borysiewicz, Borysowicz, Borysowski, Boryszewski, Boryszowski, Borzyszewski, Brużewicz, Brzezieński, Brzeziński, Brzozowski, Buczeński, Budziński, Bukowski, Buszyński, Bużeński, Bylina,
Cantelli, Cebrowski, Chlebowski, Chmielecki, Chmielicki, Chodcza, Chodubski, Cholewiński, Chomentowski, Chomętowski, Chomicz, Chomiński, Chotecki, Chraplewski, Chrapowicki, Chrapowski, Chraszczewski, Chraszewski, Chrzanowski, Chrząnowski, Chrzonowski, Chybowski, Ciesielski, Cieszkowski, Czadowski, Czapikowski, Czasławsk, Czesławski, Czestek, Czostkowski,
Dąbrowski, Dembicki, Dembowiecki, Dębicki, Dębnicki, Długosz, Dobrosołowski, Dobrosułowski, Dobrzechowski, Dobrzela, Dobrzelewski, Dobrzelowski, Dobrzyński, Dombrowski, Dominikowski, Drachowski, Druktejn, Dulski, Dworzysowski, Dworzyszewski, Dworzyszowski,
Eynik,
Gadamowicz, Gajecki, Galicki, Garczyński, Garkowski, Garliniński, Garliński, Garmuchowski, Garnisz, Garnkowski, Garnuchowski, Garnysz, Gawłowicki, Gazuba, Gedroic, Gedroyć, Gedruc, Geżgowd, Gidelski, Gidzielski, Gidziński, Gierzyński, Gierżod, Gieżdowd, Gładysz, Głoskowski, Głuch, Gniewiecki, Gniewięcki, Goczałkowski, Gogolewski, Golemowski, Gołembiowski, Gołembowski, Gołębiowski, Gołębowski, Gołuński, Gorecki, Gorski, Goryński, Gorzyński, Gotkowski, Goydymowicz, Górecki, Górski, Górzeński, Grejcz, Grochowicki, Grodecki, Grudziński, Gruszczyński, Grzybowski,
Halicki, Harnysz, Hickiewicz, Hollak,
Imieliński, Imielnicki, Iskrzycki, Iwanowski, Izbieński, Izbiński, Izkrzycki,
Jaka, Jakimowski, Jakka, Jaktorowski, Jakubowski, Jakusz, Jamiołowski, Jankowski, Janowicz, Jaraczewski, Jaraczowski, Jarczyński, Jarocki, Jaroskowski, Jaroszkowski, Jasieński, Jastrzębowski, Jaszeński, Jelec, Jemielski, Jemiołowski, Jeżewski, Jeżowski, Jurach, Juracha, Jurowski, Juszkiewicz,
Kadłubek, Kalski, Kamieński, Kandyba, Kandzierzawski, Karczewski, Karczowski, Karsza, Karszewski, Karsznicki, Karśnicki, Kaszliński, Kaszowski, Kaszuba, Kaszyc, Kaszyński, Katerla, Keszowski, Kęsowski, Kielpsz, Klibako, Kobielski, Kodeński, Kodrembski, Kodrepski, Kodrębski, Kodź, Konarzewski, Konczewski, Kontelli, Kopec, Kopeć, Korbecki, Korotkiewicz, Koszczyc, Koszczycz, Koszyc, Kościerski, Kośmiderski, Kotert, Kotkowski, Kozioróg, Kozłowski, Koźloróg, Koźmiński, Kożuchowski, Krajewski, Kremiński, Krempski, Krępski, Krosiński, Królikiewicz, Królikowicz, Królikowski, Krulikowski, Kruszyński, Krzepicki, Kuczewski, Kuczowski, Kumiewicz, Kuncewicz, Kunczewicz, Kuniewicz, Kuniński, Kuńczewicz, Kuparewicz, Kupcewicz, Kuprewicz, Kurczewski, Kurozwęcki, Kurzewski,
Lalewicz, Latkowski, Legaczyński, Leniek, Ligocki, Lipiński, Lipnicki, Lisowski, Litwicki, Lodorowski, Lściński, Lubański, Lubelczyk, Lubieński,
Łagiewnicki, Łatkowski, Łątkowski, Łyskowski, Łyszkowski,
Mackiewicz, Maćkiewicz, Madejski, Madeyski, Majaczewski, Majaczowski, Makowski, Malicki, Malina, Małdrzycki, Małdrzyk, Małyński, Marszewski, Marzelewski, Meduski, Męciński, Męczyński, Michałowski, Mickiewicz, Mieciecki, Mierucki, Mieruski, Miezewicz, Migdał, Mikorski, Miłoszewski, Miłoszowski, Miniszewski, Mirucki, Młyński, Mniszek, Mojaczewski, Mokrski, Montigajło, Montygajło, Motkowski, Muławski,
Naborowski, Nakielski, Narbutowicz, Nidomski, Niechmierowski, Niechmirowski, Nieciecki, Nieciński, Niekmierowski, Niemojewski, Niemsta, Nienadkiewicz, Niesiecki, Niesiołowski, Niewiadomski, Nieznański, Nieżadkiewicz, Niwski, Nowicki, Nyra, Nyrtowt,
Ochoński, Olsztyński, Oratowski, Ordychowski,
Pachowski, Paciorek, Paczorek, Paluszycki, Pałuski, Pałuszycki, Pampicki, Pantoszewski, Paszkiewicz, Pauszycki,Pawlica,Pawszycki, Pągowski, Perepeliński, Pępecki, Pępicki, Piorunowski, Piotrasz, Piotrowski, Piroski, Pląskowski, Plemiątski, Plemiencki, Plemięcki, Plemiński, Płaskowicki, Płaskowiecki, Płaszkiewicz, Płoński, Pochowski, Podczaski, Poddębski, Podleski, Podlewski, Podłęski, Podolski, Pojedziewicz, Pojodziewicz, Polański, Poleski, Poraj, Porajewski, Porajowski, Porajski, Poraziński, Porzeziński, Potocki, Prącewski, Prątnicki , Prokesz, Przeborowski, Przedborowski, Przepiórkowski, Przyborowski, Przyłubski, Przyłupski, Przyrański, Przysłupski, Pstrokoński, Pstrowski, Pukień, Pułaski, Puławski,
Raczkowski, Radost, Radosz, Radziński, Radzyński, Rdzawski, Rogaczowski, Rogienicki, Roginicki, Romel, Rosen, Rosiński, Rossen, Rozembarski, Rozemberg, Rozenberk, Rożański, Rożecki, Rożęcki, Rożycki, Rómel, Róża, Różański, Różęcki, Różyc, Różycki, Ruczewski, Ruczkowski, Ruczowski, Rudnicki, Rusen, Rusiecki, Ruszkowski, Rużycki, Rymgajło-Gażuba, Rymgłaj,
Sadliński, Samproch, Sawrymowicz, Sawrynowicz, Sąchocki, Setbeg, Siekierski, Siekierzecki, Sielecki, Siestrzewitowski, Sipowicz, Siwko, Siwkowicz, Skalski, Skotnicki, Skrzetuski, Skrzetuszewski, Skwaroszewski, Skwiroszewski, Skwyroszewski, Sławuta, Sobiekórski, Sobiekurski, Sobiesierski, Sochocki, Sokołowski, Solski, Sośnicki, Sroma, Sromocki, Sromowski, Stanclewicz, Stanclewski, Stanisławowicz, Strawiński, Strzałkowski, Strzełkowski, Strzeżewski, Strzyżowski, Stypałkowski, Suchecki, Suchocki, Suchożebrski, Suchy, Sulikowski, Suliński, Sulski, Surwiłło, Swinarski, Szatkowski, Szczerbic, Szczerbicz, Szewczycki, Szlachciński, Sztrzyżowski, Szuliński, Szychucki, Szychutski,
Ścisławski, Świechowski, Świerzyński, Świeżyński, Świnarski, Świniarski, Świrzyński, Świżyński,
Tłoszkiewicz, Tomuski, Tryniski, Tryniszewski, Trzebiński, Tymiński, Tyniecki,Trebnic
Użuliński,
Wawrzecki, Wazenberg, Wągrzycki, Weiss, Werner, Weyss, Wezenberg, Węgierski, Węgrzycki, Wielewiejski, Wielowiejski, Wielowieyski, Wielwicki, Wiesczyciorowski, Wieszczycierowski, Wieszczyciorowski, Więckowski, Wilczek, Wilczyński, Wiliczko, Wilkowski, Witkiewicz, Witkowski, Witowski, Witwicki, Wodoradzki, Wodzianowski, Wodzijowski, Wodzinowski, Wodzyński, Wojnowicz, Wojnowski, Wojtkuński, Woszczerowicz, Wrzesieński, Wrzesiński, Wybraniec, Wybranowski, Wydrychiewicz,
Zadzarowski, Zagajewski, Zakrzeński, Zakrzewski, Zakrzyński, Zaksiński, Zakszeński, Zakszyński, Zaliński, Zaliwski, Zamojski, Zamoszczcki, Zamoyski, Zawadyński, Zawisza, Zbierski, Zbłotnicki, Zbrożek, Zdiarski, Zdzarowski, Zdzenicki, Zdzęnicki, Zdzichowski, Zdżarowski, Zdżarski, Zgierski, Złobnicki, Złotnicki, Znenius, Zwanowski, Zyrnicki,
Żabiński, Żaleński, Żarnowski, Żdżarowski, Żernicki, Żłobicki, Żłobnicki, Żołądziowski, Żołędziewski, Żołędziowski, Żołobiecki, Żydowski, Żyrnicki.

## Herby miast podobne wzorem graficznym do herbu szlacheckiego
- herb dzielnicy Fordon (Bydgoszcz)
- Herb Wrześni
- Herb Zagórowa
- Herb Dobiegniewa
- Herb Barcina
- Herb Nowego Miasta Lubawskiego
- Herb powiatu namysłowskiego
- herb Burzenina
- herb litewskiego miasta Olita